# 方格皱螺
方格皱螺（学名：Morum cancellatum），是新腹足目杨桃螺科Morum的一种。主要分布于越南、中国大陆、台湾，常栖息在潮下带泥沙底。